# Lost Universe
Lost Universe (ロスト・ユニバース Rosuto Yunibāsu?, Universo perdido) es una serie de novelas ligeras de ciencia ficción, publicadas desde 1992 hasta 1999, del autor japonés Hajime Kanzaka. Más tarde, E&G Films la adaptó a una serie anime de 26 episodios que se desarrolló desde el 3 de abril hasta el 25 de septiembre de 1998. Esa serie se emitió en TV Tokyo en el mismo horario en el que se habían transmitido previamente las primeras tres temporadas de la adaptación anime de la obra anterior de Kanzaka, Slayers.
Ese anime es conocido como "Universe Police" en China y Hong Kong.

## Argumento
La historia se enfoca en la aventura de tres personajes Kain, Milly y Canal (Cannary en uno de los doblajes) a bordo de la nave SwordBreaker (Super Espada en uno de los doblajes) que es parte de un grupo de naves llamadas las "Naves perdidas", o las naves espaciales que tienen una increíble y tecnología muy avanzada de una antigua civilización que las construyó; estas funcionan a partir de algo que se conoce como psico-energía, que es canalizar la energía mental del capitán a través del psico-sistema. Esas naves perdidas con conciencia junto a su capitán hacen un solo equipo. Kain Blueriver, un "contratista de problemas", hereda una de las naves perdidas, también conocida como SwordBreaker, de su abuela al morir. A partir de allí, él y sus amigas viajan juntos resolviendo algunas tareas de cazarrecompensas: Milly, que siempre dice que quiere ser la mejor del universo y le gusta cocinar y siempre es muy atenta y preocupada por Kain; junto con Canal Volfield (Cannary en uno de los doblajes), la computadora de la nave que adopta una forma física holográfica para interaccionar con el exterior, que además puede automatizar las operaciones de la nave SwordBreaker (como la teletransportacion, armas, navegación, soporte vital y cualquier orden que le indique Kain). Sin embargo, pero poco a poco se desvela que una fuente maligna esta tras ellos y la nave perdida que poseen. Para ello deben encontrar el origen del mal que amenaza con traer vacío y muerte a todo el universo; ese mal resulta ser la compañía Gazer Konzern (llamada Pesadilla en uno de los doblajes). 
Una de las características notables de estas "Naves perdidas" es que dependiendo del universo en que se encuentren tienen una representación física diferente sin dejar de ser la misma entidad. Por ejemplo, en el universo rojo (donde se desenvuelve la trama de Slayers), los semidioses Ruby-Eye Shabranigdo y Dark Star Dugradigdo tenían presencia corpórea, pero en el universo negro donde se desenvuelve Lost Universe se manifiestan físicamente como "Naves Perdidas".

## Personajes
Cabe también mencionar que aparecen otros personajes, como Neenna, Rail Claymore, Alice y Stargeizer. Aunque aparecen en menor medida que los protagonistas, son un hilo conductor para entender mejor el trasfondo de la serie.
- Kain Blueriver (su nombre se puede escribir de otras formas: Kean o Kain)

Kain es un "Caza-Problemas". Es un aventurero rudo y desordenado que maneja la legendaria nave "Sworbreaker", perdida en una civilización antigua. Kain, un espíritu libre, mantiene la mente abierta y el optimismo en cualquier situación, y siempre está confiado de que prevalecerá ante cualquier problema que se le presente. Kain, además, es el maestro de la psycho-blade, un arma de energía psíquica que requiera de mucha fuerza mental para ser esgrimida, la cual aprendió a usar gracias a su abuela, Alicia, la anterior dueña de la Sworbreaker, la cual él ahora pilotea.
Conoce a Milly por una coincidencia, a pesar de muchas cosas Kain se siente atraído por Millie, y siempre trata de cuidarla, en especial ante el enfrentamiento con Nightmare.
- Canal Volfield

Canal es un holograma femenino similar a un humano que sirve como computadora de la nave Sword-Breaker. Tiene el cabello verde peinado en dos largas trenzas. Ella tiene una personalidad distintiva, emociones y habilidades de razonamiento. Su forma habitual es la de una adolescente, pero si es necesario, puede transformar su forma en un bebé, una dama noble u otros objetos; lo que sea necesario para ayudar a Kain en sus misiones. Su lema es "llevar a cabo cualquier tarea difícil hasta el final, ¡siempre y cuando muestre una ganancia!" En este aspecto se parece mucho a Lina Inverse de la serie Slayers, con quien comparte la misma seiyū. La mente de Canal funciona como una computadora, y es muy práctica, analítica y lógica. Por otro lado, a veces muestra sus emociones cuando se burla de Kain por sus errores o tiene unas riñas con Millie. Es un poco egoísta y realiza muchas acciones negativas para el dueño de Sword-Breaker (Kain Blueriver), como desactivar el sistema vital de la nave solo para obligar a Kain a conseguir un encargo que él no quería.
- Millenium Feria Nocturne

Millie es una chica sumamente extrovertida, la cual esconde un pasado que no le gusta recordar y no se revela hasta muy avanzada la serie. Siempre está buscando actividades para destacarse como la mejor, en verdad esa es su meta en la vida, "ser la mejor del Universo", y es algo que siempre repite a Canal y Kain cuando puede. En lo que se refiere a habilidades, es muy hábil en la cocina (aunque la destruya siempre que la usa), su puntería es de una perfección absoluta, que en una primera instancia asombra a Canal y Kain. Se une a la tripulación de la Swordbreaker por culpar directamente a Kain de que la despidieran de su empleo como detective y luego descubre que el tipo de nave es la que Kain posee, una de las naves perdidas.
Ella no se da cuenta hasta casi el final (cuando Kain la abandona por segunda vez), de lo que ella siente por éste.

## Contenido de la obra

### Novelas ligeras
Cuando se publicó la primera novela de Lost Universe en 1992, disfrutó de un éxito moderado. Kanzaka ya estaba en negociaciones para dar inicio a producciones anime sobre Slayers.

### Manga
Una adaptación de manga de Shoko Yoshinaka se publicó en la revista Gekkan Dragon Junior de Kadokawa Shoten desde diciembre de 1997 hasta noviembre de 2002 y se recopiló en cuatro volúmenes.

### Anime
Cuándo la primera novela de Lost Universe se publicó en 1992, gozó de un éxito moderado debido a que Kanzaka estaba en negociaciones por la producción anime sobre Slayers. Durante sus primeros pocos volúmenes, había gran popularidad. Sin embargo, con el estrenó del anime de Slayers, la popularidad disminuyó y los fanáticos vieron una "sobrecarga" de Slayers. A diferencia de la serie anime de Slayers, que en conjunto acumularon 104 episodios distribuidos en cinco series diferentes (Slayers, Slayers NEXT, Slayers TRY, Slayers Revolution y Slaters Evolution-R), Lost Universe sólo duró 26 episodios, y se plagó con numerosos problemas de producción. Una película de Lost Universe fue planeada en 1998, pero fue cancelada en favor de más películas de Slayers.
Lost Universe fue presentada en Estados Unidos por medio de ADV Films en 2001. La serie hizo su debut siendo transmitida por International Channel en junio de 2003 y terminó en enero de 2004. En México se transmitió por el canal Unicable y en Chile por TVN (2000), Chilevisión (2004) y en el canal ETC (2007). Además, se tradujo al francés, italiano, portugués y fue visto en muchos otros países. El doblaje español también fue visto en los Estados Unidos por el canal Univisión y la cadena hermana TeleFutura en el año 2000.

#### Yashigani
El episodio 4, Yashigani Hofuru (ヤシガニ屠る lit. "Del festín de cangrejo de coco"?), transmitido el 24 de abril de 1998, fue animado inicialmente por una compañía de animación de Corea del Sur, llamada San Ho Studio. Debido a que el estudio solo tenía hojas de referencia básicas de los personajes, los resultados terminaron siendo de una calidad pésima que, por lo tanto, se modificó más tarde cuando se comercializó la serie en laserdiscs, y los fanáticos del anime japonés adoptarían más tarde el término "yashigani" como un término despectivo para referirse a la ilustraciones y animación deficientes en producciones anime (destronando así al término "shima" (isla) utilizado anteriormente, que era una referencia al episodio 15 de la serie Mobile Suit Gundam original, titulado como "Kukurusu Doan no Shima" (ククルス·ドアンの島, lit. "Isla de Cucuruz Doan"). La representación de San Ho Studio de ese episodio ya no se considera canon.[cita requerida]
Hubo muchas razones para este rompimiento. Con el éxito de Neon Genesis Evangelion, otras estaciones decidieron hacer series de anime de su propia mano y el resultado fue que se lanzaron de 60 a 70 nuevos episodios a la semana. Alrededor de 30 episodios es considerado como el tope máximo de las compañías sin reducir la calidad de animación y como resultado fue que los episodios no fueran supervisados debidamente hasta el último minuto.

#### Banda sonora
El nombre del tema de apertura de la serie es "INFINITY" ("Infinito"), y el tema de cierre es " EXTRICATION" ("Liberación"), ambos interpretados por la cantante profesional Megumi Hayashibara, que también se desempeña en la serie como seiyū de Canal Volfield.

## Reparto
| Personaje             | Seiyu (Japón)      | Actor de voz (Hispanoamérica) |
| --------------------- | ------------------ | ----------------------------- |
| Kain Blueriver        | Sōichirō Hoshi     | René García                   |
| Canal Volfield        | Megumi Hayashibara | Patricia Anides               |
| Millie Feria Nocturne | Mifuyu Hiiragi     | Cony Madera                   |
| Rail Claymore         | Hikaru Midorikawa  | Gabriel Gama                  |
| Spreader of Darkness  | Yasunori Matsumoto | Alfonso Obregón               |
| Loto Rojo             | Chafurin           | Álvaro Tarcicio (†)           |
| Stargazer             | Jōji Nakata        | Humberto Vélez                |
| Kari                  | Michiko Neya       | Ishtar Sáenz                  |

## Curiosidades
- Durante el episodio 9 del anime, "Toilet Fears", Milly ingresa a la habitación de Kain y entonces se llega a ver una caja de juguetes que además contiene una réplica de la Espada de la Luz de Gourry Gabriev.
- Durante el episodio 12, cuando están comentando sobre la muerte del amigo de Kain, se ve que la marca de la botella es "Infinity"; nombre del tema de apertura utilizado para la serie. También al buscar a la mujer en el bar, se observa claramente una botella de licor con una etiqueta que dice Slayers y la misma tiene una imagen de su personaje principal, Lina Inverse.
- En el doblaje español del anime, la música del tema de apertura y tema de cierre que fue vista en Latinoamérica era la original japonesa, pero en los Estados Unidos, la música era doblada en español. También hay diferencias en la emisión; mientras que en Latinoamérica en general se emitió sin cortes, en EE. UU. fueron eliminadas y censuradas TODAS las referencias a las armas (incluidas las de la secuencia de apertura, donde fueron reemplazadas por un paneo de la nave de los protagonistas en cámara lenta).